# Ley de Reservas Marinas de 1971
La Ley de Reservas Marinas es una ley parlamentaria en Nueva Zelanda. Esta normativa nacional proclamada en 1971 regulariza el establecimiento y gestión de áreas marinas y costeras como reservas marinas con el fin de preservarlas en su estado natural como hábitat de la vida marina para estudios científicos. Esta ley coloca a Nueva Zelanda como uno de los países pioneros a nivel internacional en la conservación marina.

## Historia
Nueva Zelanda fue pionera en la creación de reservas marinas. La idea se planteó por primera vez en 1965 en una reunión del comité de gestión del Laboratorio Marino de Leigh, que había sido fundado en 1962 por la Universidad de Auckland. El presidente del comité, el Profesor V.J. Chapman, insistió en la necesidad de una reserva marina para proteger los animales experimentales y el equipo de investigación del laboratorio. Aunque inicialmente el gobierno respondió que no había legislación que permitiera tal medida, Chapman inició una campaña para lograr una ley que lo permitiera.
Después de seis años de trabajo público, que incluyó reuniones públicas, charlas en escuelas y cabildeo político, el Departamento Marino de Nueva Zelanda finalmente produjo un proyecto de ley que se convirtió en la Ley de Reservas Marinas de 1971.
Esta ley permitió la creación de áreas marinas protegidas para la conservación y el estudio científico. Cuatro años después de la promulgación de la ley, en 1975, se aceptó la solicitud para establecer una reserva, y en 1977 se abrió oficialmente la primera reserva marina completamente protegida de Nueva Zelanda. Conocida oficialmente como la Reserva marina de Cape Rodney-Okakari Point, comúnmente se le llama la Reserva Marina de Leigh o Goat Island.
En el año 2000, el Departamento de Conservación inició una revisión de la Ley, resultando en un proyecto de Ley de Reservas Marinas que fue introducido en el Parlamento en junio de 2002.

## Descripción
La Ley de Reservas Marinas de Nueva Zelanda tiene como objetivo crear y gestionar áreas protegidas en el mar y la costa para conservar la vida marina y facilitar la investigación científica. El Gobernador General tiene el poder de designar estas áreas como reservas marinas. Estas áreas pueden ser cualquier parte del lecho marino o la costa de Nueva Zelanda, y también pueden incluir las aguas sobre ellas.
No se pueden incluir áreas que ya tengan arrendamientos o licencias para otros usos, como la agricultura marina. Tampoco se permite la pesca en estas reservas, a menos que se tenga un permiso especial. Los derechos de minería existentes solo se mantienen si son compatibles con las reglas de la reserva.
Cada reserva está gestionada por un comité compuesto por miembros del Departamento de Conservación, expertos científicos y un representante del Ministerio de Agricultura. Este comité tiene la autoridad para establecer reglas para la gestión y conservación de la reserva, que pueden incluir la restricción del acceso público.